# Rijkuo-Maja
Rijkuo-Maja eller Rika Maja, född 1661, död 8 oktober 1757, var en samisk nåjd och renägare från Mausjaur. Hon var en känd och inflytelserik profil i det dåtida samiska samhället och är föremål för mytbildning. 

## Biografi

### Affärsverksamhet
Rika Maja var en förmögen skogsame från Mausjaur, sydväst om Arvidsjaur. Hon var gift med Nils Hindersson (död före 1730) och hade en dotter, Gunnila Nilsdotter (d. 1754). 
Hon var känd för sin rikedom i det dåtida samiska samhället, och ska ha ägt över 3000 renar. Rika Maja ska ha bränt stora arealer granskog mellan Akkanålke och Svärdälven för renbete. 
Hon ska ha demonstrerat sin rikedom genom att ofta bära guld och silver, och den välkänd historia säger att hon ofta klädde sig i fem koltar över varandra av samma skäl, oavsett väder. Hon visade upp sig sådan på främst storstämningshelgen, samernas största kyrkhelg i Arvidsjaur.
Hennes inflytande i den samtida samiska gemenskapen var stort, och det sades att övriga samer "var så att säga hennes vasaller". Under den årliga stormarknaden i början av vintern tvingades piteborgarna besöka henne först för att få bedriva handel. 

### Religiös verksamhet
I enlighet med vad som ännu var vanligt för många samer vid denna tid, var hon kristen samtidigt som hon vid sidan av också ska ha ägnat sig åt den traditionella samiska religionen. Hon ska ha haft en speciell, religiös anknytning till berget Akkanålke, som hon tillbad. En seite, som tros ha tillhört henne, återfanns i slutet av 1900-talet vid Vallen, Sjöträsk. Hon hade också en offersten en bit ut i vattnet i sjön Mausjaur. Hon ska ha anlitat nåjder och använt sig av en så kallad trolltrumma. 
Det har ofta påståtts att kvinnor inte kunde bli nåjder eller använda trolltrumman, men både Rijkuo-Maja och Silbo-gåmmoe noteras ha gjort detta.
Rika Maja är föremål för legender och mytbildning. Vid ett tillfälle ska det ha brunnit på berget Akkanålke, som hon använde för renbete. Hon beskrivs då som gammal och blind. Hon klädde sig då i offerslöja och bad om att ledas ut en bit på sjön Mausjaur, där hon slog tre gånger i vattnet med en stav prydd med mässingsringar medan hon visslade. Därefter ska regnet och åskan ha kommit.

### Död
Vid sin död 1757 bad hon sin dotter och svärson att begravas på berget för att hon "för alltid skulle få höra renklövarnas knäppande och den vita skällrenens klocka". Familjen gav henne istället en kristen begravning på kyrkogården i Arvidsjaur. Kort efter detta ska hennes hjord på tusentals renar ha flytt mot Bottenviken och trots alla försök att stoppa den rusat rakt ned i havet och drunknat.

## Folklore och legend
Enligt legenden ska Rika Maja ha gömt skatter av mynt i Akkanålkes bergsskrevor, och den som vill leta efter dem måste bevara sin tystnad oavsett vad som händer, och riskerar att attackeras av Rika Majas spöke. En annan legend hävdar, att när herden Nils Petter Lundmark på 1800-talet sade något ofördelaktigt om Rika Maja då han letade efter sin fårhjord på Stenträsksflygget, ska han ha förblindats av beckolja som kastades i hans ögon från ingenstans.